# Philips Sport Vereniging 2022-2023
Questa voce raccoglie le informazioni riguardanti il Philips Sport Vereniging nelle competizioni ufficiali della stagione 2022-2023.

## Maglie e sponsor
| Casa | Trasferta | Terza divisa |

## Rosa
In corsivo i calciatori ceduti durante la stagione
| N. |                           | Ruolo | Calciatore              |
| -- | ------------------------- | ----- | ----------------------- |
| 1  | Argentina (bandiera)      | P     | Walter Benítez          |
| 2  | Paesi Bassi (bandiera)    | D     | Ki-Jana Hoever          |
| 3  | Paesi Bassi (bandiera)    | D     | Jordan Teze             |
| 4  | Paesi Bassi (bandiera)    | D     | Armando Obispo          |
| 5  | Brasile (bandiera)        | D     | André Ramalho           |
| 6  | Costa d'Avorio (bandiera) | C     | Ibrahim Sangaré         |
| 7  | Paesi Bassi (bandiera)    | C     | Xavi Simons             |
| 8  | Paesi Bassi (bandiera)    | C     | Marco van Ginkel        |
| 9  | Paesi Bassi (bandiera)    | A     | Luuk de Jong (capitano) |
| 10 | Inghilterra (bandiera)    | A     | Noni Madueke            |
| 10 | Portogallo (bandiera)     | A     | Fábio Silva             |
| 11 | Paesi Bassi (bandiera)    | A     | Cody Gakpo              |
| 11 | Belgio (bandiera)         | A     | Thorgan Hazard          |
| 15 | Messico (bandiera)        | C     | Érick Gutiérrez         |
| 16 | Paesi Bassi (bandiera)    | P     | Joel Drommel            |
| 17 | Brasile (bandiera)        | C     | Mauro Júnior            |
| 18 | Francia (bandiera)        | D     | Olivier Boscagli        |

| N. |                        | Ruolo | Calciatore}         |
| -- | ---------------------- | ----- | ------------------- |
| 20 | Paesi Bassi (bandiera) | C     | Guus Til            |
| 21 | Paesi Bassi (bandiera) | C     | Anwar El Ghazi      |
| 22 | Inghilterra (bandiera) | D     | Jarrad Branthwaite  |
| 23 | Paesi Bassi (bandiera) | C     | Joey Veerman        |
| 24 | Paesi Bassi (bandiera) | P     | Boy Waterman        |
| 25 | Brasile (bandiera)     | A     | Carlos Vinícius     |
| 26 | Paesi Bassi (bandiera) | D     | Derrick Luckassen   |
| 27 | Belgio (bandiera)      | C     | Johan Bakayoko      |
| 28 | Marocco (bandiera)     | D     | Ismael Saibari      |
| 29 | Austria (bandiera)     | D     | Phillipp Mwene      |
| 30 | Paesi Bassi (bandiera) | D     | Patrick van Aanholt |
| 31 | Germania (bandiera)    | D     | Philipp Max         |
| 32 | Belgio (bandiera)      | A     | Yorbe Vertessen     |
| 33 | Brasile (bandiera)     | A     | Sávio               |
| 35 | Norvegia (bandiera)    | D     | Fredrik Oppegård    |
| 37 | Stati Uniti (bandiera) | C     | Richard Ledezma     |
| 41 | Belgio (bandiera)      | P     | Kjell Peersman      |

## Calciomercato

### Sessione estiva
| Acquisti         | Acquisti           | Acquisti            | Acquisti                   |
| R.               | Nome               | da                  | Modalità                   |
| ---------------- | ------------------ | ------------------- | -------------------------- |
| C                | Guus Til           | Spartak Mosca       | definitivo (3 milioni €)   |
| A                | Luuk de Jong       | Siviglia            | definitivo (3 milioni €)   |
| A                | Anwar El Ghazi     | Aston Villa         | definitivo (2,5 milioni €) |
| P                | Walter Benítez     | Nizza               | gratuito                   |
| C                | Xavi Simons        | Paris Saint-Germain | gratuito                   |
| P                | Boy Waterman       | OFI Creta           | gratuito                   |
| D                | Ki-Jana Hoever     | Wolverhampton       | prestito                   |
| A                | Sávio              | Troyes              | prestito                   |
| D                | Jarrad Branthwaite | Everton             | prestito                   |
| Altre operazioni |                    |                     |                            |
| R.               | Nome               | da                  | Modalità                   |
| D                | Michal Sadílek     | Twente              | fine prestito              |
| D                | Derrick Luckassen  | Fatih Karagümrük    | fine prestito              |

| Cessioni         | Cessioni           | Cessioni              | Cessioni                   |
| R.               | Nome               | a                     | Modalità                   |
| ---------------- | ------------------ | --------------------- | -------------------------- |
| A                | Ritsu Dōan         | Friburgo              | definitivo (8,5 milioni €) |
| C                | Mario Götze        | Eintracht Francoforte | definitivo (3 milioni €)   |
| D                | Michal Sadílek     | Twente                | definitivo (1,5 milioni €) |
| A                | Eran Zahavi        | Maccabi Tel Aviv      | gratuito                   |
| P                | Vincent Müller     | Duisburg              | gratuito                   |
| D                | Derrick Luckassen  | Maccabi Tel Aviv      | n.d.                       |
| P                | Maxime Delanghe    | Lierse                | n.d.                       |
| A                | Bruma              | Fenerbahçe            | prestito                   |
| A                | Maximiliano Romero | Racing Club           | prestito                   |
| Altre operazioni |                    |                       |                            |
| R.               | Nome               | da                    | Modalità                   |
| C                | Ryan Thomas        |                       | svincolato                 |
| A                | Carlos Vinícius    | Benfica               | fine prestito (31/8/2022)  |
| P                | Yvon Mvogo         | RB Lipsia             | fine prestito              |

### Sessione invernale
| Acquisti         | Acquisti            | Acquisti          | Acquisti                 |
| R.               | Nome                | da                | Modalità                 |
| ---------------- | ------------------- | ----------------- | ------------------------ |
| D                | Patrick van Aanholt | Galatasaray       | prestito (1,5 milioni €) |
| C                | Thorgan Hazard      | Borussia Dortmund | prestito (500 mila €)    |
| A                | Fábio Silva         | Wolverhampton     | prestito (500 mila €)    |
| Altre operazioni |                     |                   |                          |
| R.               | Nome                | da                | Modalità                 |
| A                | Bruma               | Fenerbahçe        | fine prestito            |

| Cessioni         | Cessioni         | Cessioni              | Cessioni                    |
| R.               | Nome             | a                     | Modalità                    |
| ---------------- | ---------------- | --------------------- | --------------------------- |
| A                | Cody Gakpo       | Liverpool             | definitivo (42 milioni €)   |
| A                | Noni Madueke     | Chelsea               | definitivo (31 milioni €)   |
| A                | Bruma            | Fenerbahçe            | definitivo (4,25 milioni €) |
| C                | Marco van Ginkel | Vitesse               | n.d.                        |
| D                | Philipp Max      | Eintracht Francoforte | prestito                    |
| A                | Yorbe Vertessen  | Union Saint-Gilloise  | prestito                    |
| C                | Richard Ledezma  | New York City         | prestito                    |
| D                | Fredrik Oppegård | Go Ahead Eagles       | prestito                    |
| Altre operazioni |                  |                       |                             |
| R.               | Nome             | da                    | Modalità                    |
| D                | Ki-Jana Hoever   | Wolverhampton         | fine prestito               |

## Risultati

### Eredivisie

#### Girone di andata
| Arbitro: | van den Kerkhof |

|                                                    |           |            |
| Bakayoko 18’ Kieftenbeld 26’ (aut.) Gakpo 38’, 54’ | Marcatori | 62’ Romeny |

| Arbitro: | Makkelie |

|                           |           |                                                                |
| Lidberg 14’ Edvardsen 80’ | Marcatori | 3’ L. de Jong 45+3’, 76’ Xavi Simons 45+10’ Obispo 89’ Veerman |

| Arbitro: | Manschot |

|              |           |                                                            |
| Horemans 74’ | Marcatori | 2’ Veerman 29’, 45’ Sangaré 55’, 84’ Xavi Simons 59’ Gakpo |

| Arbitro: | van der Eijk |

|                                                                             |           |             |
| Xavi Simons 1’, 67’ Gakpo 25’ (rig.), 39’, 51’ Plat 47’ (aut.) Bakayoko 79’ | Marcatori | 40’ Veerman |

| Arbitro: | Makkelie |

|                |           |         |
| Černý 17’, 24’ | Marcatori | 55’ Til |

| Arbitro: | Gözübüyük |

|                    |           |  |
| Gakpo 90+6’ (rig.) | Marcatori |  |

| Arbitro: | Lindhout |

|                                              |           |                                 |
| Branthwaite 16’ Gakpo 25’ Til 47’ Obispo 83’ | Marcatori | 3’ Idrissi 42’ Danilo 73’ Kökçü |

| Arbitro: | van Boekel |

|                                                      |           |  |
| Van der Water 54’ Paulissen 84’ Van Wermeskerken 90’ | Marcatori |  |

| Arbitro: | Nijhuis |

|  |           |           |
|  | Marcatori | 75’ Gakpo |

| Arbitro: | Kamphuis |

|                                                    |           |                   |
| Xavi Simons 8’, 60’ Til 33’, 38’ El Ghazi 86’, 89’ | Marcatori | 24’ Van de Streek |

| Arbitro: | Higler |

|                                                  |           |                       |
| Pepi 39’ Balker 43’ Hgonge 45+1’ Pelupessy 90+2’ | Marcatori | 45+3’ Sangaré 76’ Til |

| Arbitro: | van den Kerkhof |

|                                                |           |  |
| El Ghazi 18’ L. de Jong 50’ (rig.) Madueke 84’ | Marcatori |  |

| Arbitro: | Makkelie |

|           |           |                           |
| Lucca 83’ | Marcatori | 23’ de Jong 50’ Gutiérrez |

| Arbitro: | Gözübüyük |

|  |           |              |
|  | Marcatori | 17’ Pavlidis |

| Eindhoven 7 gennaio 2023, ore 21:00 UTC+1 15ª giornata | PSV          | 0 – 0 referto | Sparta Rotterdam | Philips Stadion (33 421 spett.)\| Arbitro: \| van der Eijk \| |
| Arbitro:                                               | van der Eijk |               |                  |                                                               |

| Arbitro: | Kamphuis |

|                            |           |                             |
| Córdoba 45+1’ Yılmaz 90+9’ | Marcatori | 65’ Xavi Simons 76’ Sangaré |

| Arbitro: | Van Boekel |

|         |           |  |
| Til 48’ | Marcatori |  |

#### Girone di ritorno
| Arbitro: | Manschot |

|              |           |  |
| Bernadou 24’ | Marcatori |  |

| Arbitro: | Gözübüyük |

|                          |           |  |
| Veerman 14’ El Ghazi 64’ | Marcatori |  |

| Arbitro: | Makkelie |

|                        |           |                           |
| Jahanbakhsh 81’, 90+6’ | Marcatori | 8’ El Ghazi 68’ T. Hazard |

| Arbitro: | Higler |

|                                                                                     |           |  |
| L. de Jong 27’ Xavi Simons 46’ Branthwaite 69’ Bakayoko 73’ Fábio Silva 84’ Til 88’ | Marcatori |  |

| Arbitro: | Lindhout |

|                                |           |                             |
| Boussaid 33’ Van de Streek 60’ | Marcatori | 41’ Bakayoko 57’ L. de Jong |

| Arbitro: | Gözübüyük |

|                                               |           |  |
| Fábio Silva 9’ L. de Jong 57’ Xavi Simons 74’ | Marcatori |  |

| Arbitro: | van den Kerkhof |

|  |           |              |
|  | Marcatori | 35’ Bakayoko |

| Arbitro: | van der Laan |

|                                                   |           |  |
| Xavi Simons 25’ Van Aanholt 64’ El Ghazi 56’, 88’ | Marcatori |  |

| Arbitro: | Van Boekel |

|                    |           |                |
| Sangaré 61’ (aut.) | Marcatori | 8’ Xavi Simons |

| Arbitro: | van de Graaf |

|                  |           |                                 |
| Tannane 59’, 87’ | Marcatori | 7’, 50’ L. de Jong 21’ Boscagli |

| Arbitro: | Dieperink |

|                                                              |           |  |
| L. de Jong 12’ Xavi Simons 78’ Fábio Silva 82’ Gutiérrez 87’ | Marcatori |  |

| Arbitro: | Lindhout |

|                              |           |                             |
| Mbuyamba 55’ Van Mieghem 61’ | Marcatori | 33’ L. de Jong 40’, 58’ Til |

| Arbitro: | Gözübüyük |

|                                            |           |  |
| L. de Jong 13’, 78’ Xavi Simons 54’ (rig.) | Marcatori |  |

| Arbitro: | Manschot |

|  |           |              |
|  | Marcatori | 74’ El Ghazi |

| Arbitro: | Kamphuis |

|                                |           |           |
| L. de Jong 25’ Xavi Simons 82’ | Marcatori | 4’ Gladon |

| Arbitro: | Lindhout |

|                                            |           |                                     |
| Sangaré 14’ L. de Jong 25’ Xavi Simons 82’ | Marcatori | 33’ Xavi Simons 45+1’, 58’ Colassin |

| Arbitro: | Makkelie |

|                     |           |                        |
| Karlsson 84’ (rig.) | Marcatori | Xavi Simons 65’, 90+8’ |

### KNVB beker
| Arbitro: | Gözübüyük |

|                 |           |                               |
| Verschueren 61’ | Marcatori | 34’ Xavi Simons 45+1’ Madueke |

| Arbitro: | Oostrom |

|                                    |           |             |
| Branthwaite 7’, 14’ L. de Jong 76’ | Marcatori | 48’ Diemers |

| Arbitro: | Nijhuis |

|                                  |           |              |
| Bakayoko 12’ Til 21’ Sangaré 54’ | Marcatori | 56’ Sellouki |

| Arbitro: | Manschot |

|                 |           |                               |
| Green 7’, 1459’ | Marcatori | 43’ Gutiérrez 46’ Van Aanholt |

#### Finale
| Arbitro: | Dennis Higler |

|                                       |                      |                                            |
| Branthwaite 42’ (aut.)                | Marcatori            | 67’ T. Hazard                              |
| Tadić Brobbey Timber Godts E. Álvarez | Tiri di rigore 2 – 3 | T. Hazard Ramalho Sangaré El Ghazi F.Silva |

### Johan Cruijff Schaal
| Arbitro: | Dennis Higler |

|                                   |           |                                            |
| Bergwijn 15’ Antony 54’ Kudus 72’ | Marcatori | 32’, 45+2’, 69’ Til 65’ Gakpo 90+1’ Simons |

### UEFA Champions League

#### Playoff
| Arbitro: | Daniele Orsato |

|                        |           |                        |
| Čolak 40’ Lawrence 70’ | Marcatori | 37’ Sangaré 78’ Obispo |

| Arbitro: | Szymon Marciniak |

|  |           |           |
|  | Marcatori | 60’ Čolak |

### UEFA Europa League

#### Fase a gironi
| Arbitro: | Georgi Kabakov |

|           |           |             |
| Gakpo 62’ | Marcatori | 44’ Grønbæk |

| Arbitro: | Alejandro Hernández Hernández |

|           |           |  |
| Xhaka 71’ | Marcatori |  |

| Arbitro: | William Collum |

|           |           |                                              |
| Okita 87’ | Marcatori | 10’, 15’ Vertessen 21’, 55’ Gakpo 35’ Simons |

| Arbitro: | Ali Palabıyık |

|                                                        |           |  |
| Gutiérrez 9’ Veerman 15’, 55’ Sangaré 34’ El Ghazi 84’ | Marcatori |  |

| Arbitro: | Marco Di Bello |

|                         |           |  |
| Veerman 55’ De Jong 63’ | Marcatori |  |

| Arbitro: | Donatas Rumšas |

|              |           |                                  |
| Žugelj 90+3’ | Marcatori | 36’ (aut.) Sampsted 52’ Bakayoko |

#### Fase ad eliminazione diretta
| Arbitro: | Radu Petrescu |

|                                        |           |  |
| En-Nesyri 45+2’ Ocampos 50’ Gudelj 55’ | Marcatori |  |

| Arbitro: | Daniele Orsato |

|                           |           |  |
| De Jong 77’ Ramalho 90+5’ | Marcatori |  |

## Statistiche
| Competizione         | Punti | In casa | In casa | In casa | In casa | In casa | In casa | In trasferta | In trasferta | In trasferta | In trasferta | In trasferta | In trasferta | Totale | Totale | Totale | Totale | Totale | Totale | DR  |
| Competizione         | Punti | G       | V       | N       | P       | Gf      | Gs      | G            | V            | N            | P            | Gf           | Gs           | G      | V      | N      | P      | Gf     | Gs     | DR  |
| -------------------- | ----- | ------- | ------- | ------- | ------- | ------- | ------- | ------------ | ------------ | ------------ | ------------ | ------------ | ------------ | ------ | ------ | ------ | ------ | ------ | ------ | --- |
| Eredivisie           | 75    | 17      | 14      | 2       | 1       | 54      | 14      | 17           | 9            | 4            | 4            | 35           | 26           | 34     | 23     | 6      | 5      | 89     | 40     | +49 |
| KNVB beker           | [ 6 ] | 2       | 2       | 0       | 0       | 6       | 2       | 2            | 2            | 0            | 0            | 4            | 2            | 5      | 4      | 1      | 0      | 11     | 5      | +6  |
| Johan Cruijff Schaal | [ 7 ] | -       | -       | -       | -       | -       | -       | 1            | 1            | 0            | 0            | 5            | 3            | 1      | 1      | 0      | 0      | 5      | 3      | +2  |
| Champions League     | -     | 2       | 1       | 0       | 1       | 3       | 3       | 2            | 0            | 2            | 0            | 3            | 3            | 4      | 1      | 2      | 1      | 6      | 6      | 0   |
| Europa League        | -     | 4       | 3       | 1       | 0       | 10      | 1       | 4            | 2            | 0            | 2            | 7            | 6            | 8      | 5      | 1      | 2      | 17     | 7      | +10 |
| Totale               | -     | 25      | 20      | 3       | 2       | 73      | 20      | 26           | 14           | 6            | 6            | 54           | 40           | 52     | 34     | 10     | 8      | 128    | 61     | +67 |

### Andamento in campionato
| Giornata  | 1 | 2 | 3 | 4 | 5 | 6 | 7 | 8 | 9 | 10 | 11 | 12 | 13 | 14 | 15 | 16 | 17 | 18 | 19 | 20 | 21 | 22 | 23 | 24 | 25 | 26 | 27 | 28 | 29 | 30 | 31 | 32 | 33 | 34 |
| --------- | - | - | - | - | - | - | - | - | - | -- | -- | -- | -- | -- | -- | -- | -- | -- | -- | -- | -- | -- | -- | -- | -- | -- | -- | -- | -- | -- | -- | -- | -- | -- |
| Luogo     | C | T | C | T | T | C | C | T | T | C  | T  | C  | T  | C  | C  | T  | C  | T  | C  | T  | C  | T  | C  | T  | C  | T  | T  | C  | T  | C  | T  | C  | C  | T  |
| Risultato | V | V | V | V | P | V | V | P | V | V  | P  | V  | V  | P  | N  | N  | V  | P  | V  | N  | V  | N  | V  | V  | V  | N  | V  | V  | V  | V  | V  | V  | N  | V  |
| Posizione | 2 | 2 | 3 | 1 | 4 | 3 | 1 | 3 | 3 | 2  | 2  | 2  | 1  | 3  | 3  | 4  | 3  | 3  | 3  | 4  | 4  | 4  | 4  | 4  | 4  | 3  | 3  | 3  | 3  | 2  | 2  | 2  | 2  | 2  |

Legenda:

Luogo: C = Casa; T = Trasferta. Risultato: V = Vittoria; N = Pareggio; P = Sconfitta.

### Statistiche individuali
| Giocatore      | Eredivisie | Eredivisie | Eredivisie  | Eredivisie | KNVB beker | KNVB beker | KNVB beker  | KNVB beker | Supercoppa olandese | Supercoppa olandese | Supercoppa olandese | Supercoppa olandese | Champions League + Europa League | Champions League + Europa League | Champions League + Europa League | Champions League + Europa League | Totale   | Totale | Totale      | Totale     |
| Giocatore      | Presenze   | Reti       | Ammonizioni | Espulsioni | Presenze   | Reti       | Ammonizioni | Espulsioni | Presenze            | Reti                | Ammonizioni         | Espulsioni          | Presenze                         | Reti                             | Ammonizioni                      | Espulsioni                       | Presenze | Reti   | Ammonizioni | Espulsioni |
| -------------- | ---------- | ---------- | ----------- | ---------- | ---------- | ---------- | ----------- | ---------- | ------------------- | ------------------- | ------------------- | ------------------- | -------------------------------- | -------------------------------- | -------------------------------- | -------------------------------- | -------- | ------ | ----------- | ---------- |
| J. Bakayoko    | 23         | 5          | 4           | 0          | 4          | 1          | 0           | 0          | 1                   | 0                   | 0                   | 0                   | 1+4                              | 0+1                              | 0                                | 0                                | 33       | 7      | 4           | 0          |
| W. Benítez     | 30         | -35        | 1           | 0          | 0          | 0          | 0           | 0          | 1                   | -3                  | 1                   | 0                   | 4+7                              | -12                              | 0                                | 0                                | 42       | -50    | 2           | 0          |
| O. Boscagli    | 7          | 1          | 0           | 0          | 1          | 0          | 0           | 0          | 0                   | 0                   | 0                   | 0                   | 0                                | 0                                | 0                                | 0                                | 8        | 1      | 0           | 0          |
| J. Branthwaite | 27         | 2          | 2           | 0          | 4          | 2          | 0           | 0          | 0                   | 0                   | 0                   | 0                   | 2+3                              | 0                                | 0                                | 0                                | 36       | 4      | 2           | 0          |
| L. De Jong     | 24         | 14         | 3           | 0          | 5          | 1          | 1           | 0          | 1                   | 0                   | 0                   | 0                   | 4+5                              | 1+2                              | 1+0                              | 0                                | 39       | 18     | 5           | 0          |
| J. Drommel     | 4          | -5         | 0           | 0          | 5          | -5         | 0           | 0          | 0                   | 0                   | 0                   | 0                   | 0+1                              | -1                               | 0                                | 0                                | 10       | -11    | 0           | 0          |
| A. El Ghazi    | 23         | 8          | 2           | 1          | 3          | 0          | 1           | 0          | 0                   | 0                   | 0                   | 0                   | 0+5                              | 0+1                              | 0                                | 0                                | 31       | 9      | 3           | 1          |
| F. Fofana      | 1          | 0          | 0           | 0          | 0          | 0          | 0           | 0          | 0                   | 0                   | 0                   | 0                   | 0                                | 0                                | 0                                | 0                                | 1        | 0      | 0           | 0          |
| C. Gakpo       | 14         | 9          | 1           | 0          | 0          | 0          | 0           | 0          | 1                   | 1                   | 0                   | 0                   | 4+5                              | 0+3                              | 0+1                              | 0                                | 24       | 13     | 2           | 0          |
| É. Gutiérrez   | 30         | 2          | 4           | 0          | 4          | 1          | 1           | 0          | 1                   | 0                   | 0                   | 0                   | 4+5                              | 1+1                              | 1+1                              | 0                                | 44       | 5      | 7           | 0          |
| T. Hazard      | 9          | 1          | 1           | 0          | 3          | 1          | 0           | 0          | 0                   | 0                   | 0                   | 0                   | 0+1                              | 0                                | 0                                | 0                                | 13       | 2      | 1           | 0          |
| K. Hoever      | 5          | 0          | 0           | 0          | 0          | 0          | 0           | 0          | 1                   | 0                   | 0                   | 0                   | 0+2                              | 0                                | 0                                | 0                                | 8        | 0      | 0           | 0          |
| Mauro Júnior   | 6          | 0          | 0           | 1          | 2          | 0          | 0           | 0          | 0                   | 0                   | 0                   | 0                   | 0+3                              | 0                                | 0                                | 1                                | 11       | 0      | 0           | 2          |
| R. Ledezma     | 7          | 0          | 1           | 0          | 0          | 0          | 0           | 0          | 1                   | 0                   | 0                   | 0                   | 0+3                              | 0                                | 0+1                              | 0                                | 11       | 0      | 2           | 0          |
| N. Madueke     | 5          | 1          | 2           | 0          | 1          | 1          | 0           | 0          | 0                   | 0                   | 0                   | 0                   | 0+3                              | 0                                | 0                                | 0                                | 9        | 2      | 2           | 0          |
| P. Max         | 14         | 0          | 3           | 0          | 1          | 0          | 0           | 0          | 1                   | 0                   | 0                   | 0                   | 4+5                              | 0                                | 0                                | 0                                | 25       | 0      | 3           | 0          |
| P. Mwene       | 25         | 0          | 1           | 0          | 3          | 0          | 0           | 0          | 0                   | 0                   | 0                   | 0                   | 0                                | 0                                | 0                                | 0                                | 28       | 0      | 1           | 0          |
| A. Obispo      | 22         | 2          | 1           | 1          | 0          | 0          | 0           | 0          | 1                   | 0                   | 0                   | 0                   | 3+7                              | 0                                | 1+2                              | 0                                | 33       | 2      | 4           | 1          |
| F. Oppegård    | 3          | 0          | 0           | 0          | 0          | 0          | 0           | 0          | 0                   | 0                   | 0                   | 0                   | 2+1                              | 0                                | 0                                | 0                                | 6        | 0      | 0           | 0          |
| A. Ramalho     | 28         | 0          | 2           | 0          | 5          | 0          | 1           | 0          | 1                   | 0                   | 0                   | 0                   | 4+7                              | 0                                | 2+1                              | 0                                | 45       | 0      | 6           | 0          |
| I. Sangaré     | 29         | 5          | 5           | 0          | 5          | 1          | 0           | 0          | 1                   | 0                   | 1                   | 0                   | 4+6                              | 1+1                              | 1+0                              | 0                                | 45       | 8      | 7           | 0          |
| I. Saibari     | 17         | 0          | 0           | 0          | 3          | 0          | 0           | 0          | 1                   | 0                   | 0                   | 0                   | 4+3                              | 0                                | 1+0                              | 0                                | 28       | 0      | 1           | 0          |
| Sávio          | 6          | 0          | 0           | 0          | 0          | 0          | 0           | 0          | 0                   | 0                   | 0                   | 0                   | 0+2                              | 0                                | 0                                | 0                                | 8        | 0      | 0           | 0          |
| F. Silva       | 14         | 4          | 3           | 0          | 3          | 0          | 0           | 0          | 0                   | 0                   | 0                   | 0                   | 0+2                              | 0+1                              | 0                                | 0                                | 19       | 5      | 3           | 0          |
| X. Simons      | 34         | 19         | 2           | 0          | 4          | 1          | 1           | 0          | 1                   | 1                   | 0                   | 0                   | 2+7                              | 0+1                              | 1+3                              | 0                                | 48       | 22     | 7           | 0          |
| J. Teze        | 27         | 0          | 2           | 0          | 4          | 0          | 2           | 0          | 1                   | 0                   | 0                   | 0                   | 4+7                              | 0                                | 0                                | 0                                | 43       | 0      | 4           | 0          |
| G. Til         | 30         | 9          | 4           | 0          | 5          | 1          | 0           | 0          | 1                   | 3                   | 0                   | 0                   | 3+7                              | 0                                | 1+0                              | 0                                | 46       | 13     | 5           | 0          |
| P. van Aanholt | 15         | 1          | 1           | 0          | 4          | 1          | 1           | 0          | 0                   | 0                   | 0                   | 0                   | 0+2                              | 0                                | 0                                | 0                                | 21       | 2      | 2           | 0          |
| M. Van Ginkel  | 1          | 0          | 0           | 0          | 0          | 0          | 0           | 0          | 0                   | 0                   | 0                   | 0                   | 3+0                              | 0                                | 1+0                              | 0                                | 4        | 0      | 1           | 0          |
| J. Veerman     | 33         | 4          | 1           | 0          | 4          | 0          | 0           | 0          | 1                   | 0                   | 0                   | 0                   | 4+8                              | 2+3                              | 1+0                              | 0                                | 50       | 9      | 2           | 0          |
| Y. Vertessen   | 8          | 0          | 0           | 0          | 1          | 0          | 0           | 0          | 0                   | 0                   | 0                   | 0                   | 0+3                              | 0+2                              | 0                                | 0                                | 12       | 2      | 0           | 0          |
| C. Vinícius    | 1          | 0          | 0           | 0          | 0          | 0          | 0           | 0          | 0                   | 0                   | 0                   | 0                   | 1+0                              | 0                                | 0                                | 0                                | 2        | 0      | 0           | 0          |
| B. Waterman    | 0          | 0          | 0           | 0          | 0          | 0          | 0           | 0          | 0                   | 0                   | 0                   | 0                   | 0                                | 0                                | 0                                | 0                                | 0        | 0      | 0           | 0          |